# Mondry von Cellettes
Mondry von Cellettes (frz. Mondry, Modericus, Mondericus, Mundéric; lat. Mundericus) (6. Jahrhundert) war ein christlicher Heiliger. Je nach Region wird sein Festtag am 10. oder 12. Mai gefeiert. Er wird gelegentlich mit Munderich von Langres gleich gesetzt.
Mondry lebte als Eremit in Cellettes in einer bescheidenen Zelle. Hieran erinnert auch der Name Cellettes, das früher Cella Sancti Mundrici also Zelle des Heiligen Mondry genannt wurde. Über seinem Grab errichtete man wahrscheinlich im 11. Jahrhundert eine Kirche. Während des Hundertjährigen Kriegs brachte der Bischof von Chartres seine Reliquien nach Blois in Sicherheit. 1447 wurden sie im Beisein von Charles de Valois, duc d’Orléans und Maria von Kleve feierlich zurückgeführt. Sie befinden sich heute in einem Reliquienschrein aus dem neunten oder zehnten Jahrhundert, einem Holzkasten mit geometrisch verzierten Knochenplatten und Eisenbeschlägen in der Kirche Saint-Mondry in Cellettes.